# N-340

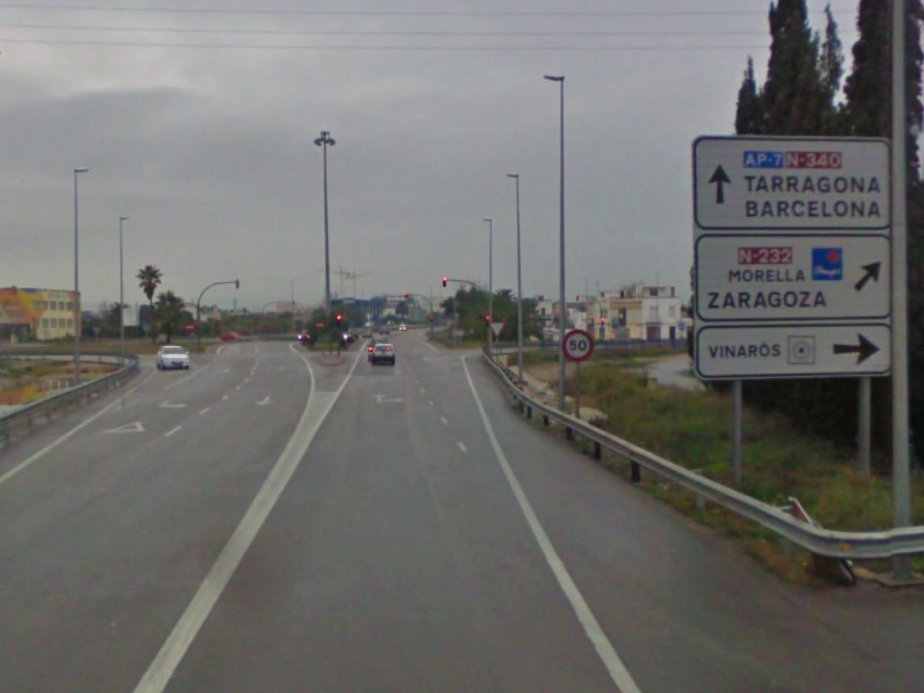
Az N-340-es főút irányát jelző tábla, Vinaròsnál

Az N-340 főút (vagy a mediterrán út) a leghosszabb a spanyol nemzeti utak közül. Tíz tartományt keresztezve összeköti Cádizt és Barcelonát a Spanyol Földközi-tenger partján haladva. Az N-340 közúti európai útszámozással is rendelkezik: E-5 Vejer de la Frontera-Algeciras szakaszon.
A maga 1248 kilométeres hosszával az ország leghosszabb országútja. Az N-340-et egyes szakaszokon autópályává alakították, (A-7) Cádiz és Algeciras között (jelenleg Vejer de la Fronteraig), amelyet már átneveztek A-48-ra. Az N-340 út az N-332-vel együtt ingyenes alternatívaként szolgál az AP-7 autópálya helyett azokon a szakaszokon, ahol egy nyomon haladnak.
A RACE által 2006-ban elvégzett tanulmány szerint Spanyolország legveszélyesebb útvonala az N-340 főút Alicante tartomány déli részein lévő szakasza (678–698 km).

## Története
Az N-340, Murcia tartomány magasságáig, a régi Via Augusta útját követi, amelyet az Ibériai-félsziget római megszállása idején építettek, és amely az egész Földközi-tenger partján keresztülhaladt Gibraltár és Barcelona között.
Almería tartományban és Almería városától nyugatra elterülő El Cañarete szakaszt 1865-ben kezdték építeni, és 1881 körül nyitották meg a forgalom számára, a Gádor hegység szikláin keresztül, így az úgynevezett Camino Viejo elavulttá vált. Már az 1960-as években két alagutat és több hidat építettek, hogy biztonságosabbá tegyék az út bizonyos szakaszait.

## Az N-340 szakaszai

### Cádiz
Az N-340 0. kilométere a Tres Caminos de Puerto Real Estate-nél található, és a part mentén köti össze Cádizt, Málagát és Almeriát. Cádiz tartományban ez a szakasza egybeesik az E-5 európai útvonallal, áthaladva több városon is, pl. Chiclana de la Frontera, Conil de la Frontera, Vejer de la Frontera és Tarifa, a félsziget déli csúcsán. Algecirasban az A-7 felé halad, és egybeesik az E-15 európai útvonallal, csak a város kijáratánál találkozik az A-381 autonóm úttal, amely összeköti Los Barriost Jerez de la Fronterával. Majd San Roqueba érkezik, ahol átlépi a korábbi N-351, és CA-34 utakat, amely összekapcsolja ezt a várost La Línea de la Concepciónnal és Gibraltárral. Miután átlépte a Guadiaro folyót, kapcsolódik az AP-7 fizetős úttal, párhuzamosan haladva vele.

### Városok és főbb csatlakozások
Cádiz
- Tres Caminos (Puerto Real ipari zónája) (km 0)
  - CA-33 San Fernando–Cádiz
  - A-4 Puerto Real–El Puerto de Santa María–Jerez de la Frontera
- Chiclana de la Frontera (km 7)
  - A-390 Medina Sidonia
- Conil de la Frontera (km 26)
- Vejer de la Frontera (km 36)
  - A-396 Medina Sidonia–Paterna de Rivera–San José del Valle–Arcos de la Frontera–Espera
  - A-314 Barbate
- Retín (km 56)
  - A-2227 Zahara de los Atunes
- Tahivilla (km 60)
- Facinas (km 66)
- Tarifa (km 83)
- Algeciras (km 105)
- Palmones (km 111)
  - A-381 Los Barrios–Alcalá de los Gazules–Jerez de la Frontera
- Taraguilla (km 115)
  - A-405a Estación de San Roque
- Miraflores (km 116)
  - A-405 Castellar de la Frontera–Jimena de la Frontera–Gaucín–Ronda
- San Roque (km 118)
  - CA-34 La Línea de la Concepción-Gibraltár
- Sotogrande (km 130)
  - A-2100 Castellar de la Frontera
- Pueblo Nuevo de Guadiaro (km 132)
  - A-2103 Guadiaro (San Roque része)–San Enrique de Guadiaro (szintén San Roque része)
- Torreguadiaro (km 136)
  - A-2102 San Enrique de Guadiaro–El Secadero-Martín del Tesorillo

Málaga
- San Luis de Sabinillas (Manilva része) (km 144)
  - A-377 Manilva–Casares–Gaucín
- Estepona (km 155)
- San Pedro Alcántara (km 171)
  - A-397 Ronda
- Marbella (km 181)
  - A-355 Ojén–Monda–Coín–Cártama
- Fuengirola (km 210)
  - A-387 Mijas
- Benalmádena costa (km 222)
- Torremolinos (km 227)
  - A-368 Arroyo de la Miel–Benalmádena pueblo–Mijas
- Churriana (km 231)
  - A-404 A-366 Alhaurín de la Torre-Coín
- Málaga (km 240)
  - A-357 Cártama–Pizarra–Álora–Campillos
  - A-45 Antequera–Córdoba–Sevilla–Granada
- Rincón de la Victoria (km 254)
- Torre del Mar (km 272)
  - A-356 Vélez-Málaga
- Torrox (km 285)
- Nerja, Frigiliana (km 292)

Granada
- La Herradura (km 308)
- Almuñécar (km 313)
- Salobreña (km 329)
- Motril (km 335)
- N-323 A-44 Granada
- Calahonda (km 347)
- Castell de Ferro (km 354)

Almería
- Adra (km 389)
  - A-347 Berja
- El Ejido (km 409)
  - A-358 La Mojonera
- Vícar (km 424)
- Aguadulce (km 429)
  - A-391 Roquetas de Mar–Enix–Felix
- Almería (km 444)
  - A-92 N-344 Guadix
- Huércal de Almería (km 448)
- Benahadux (km 453)
  - A-348-Gádor
- Rioja (km 456)
  - A-92
- Tabernas (km 473)
  - A-349 Olula del Río
- Sorbas (km 499)
- Los Gallardos (km 522)
  - A-370 Garrucha
- Vera (km 533)
  - A-332 Águilas
- Santa Bárbara (km 547)
  - A-334 Zurgena–Albox–Baza
- Huércal-Overa (km 553)
  - A-327 Vélez-Rubio

### Málaga
Útvonalán tovább haladva belép Málaga tartományba. A Costa del Sol Occidental mentén lévő útvonalán az N-340 fel van bontva. Az első lakott terület a Manilvához tartozó San Luis de Sabinillas. Esteponán áthaladva, San Pedro de Alcántara felé érkezve kereszteződik az A-397-es autonóm úttal, amely összeköti a Costa del Sol-t Ronda-val és Sevilla-val. Tovább haladva olyan turisztikai városokat ejt útba, mint Marbella, Fuengirola, Mijas, Benalmádena és Torremolinos. Málagába érkezésekor csatlakozik az A-7-hez, és kapcsolódik a hálózat más útjaihoz, például az A-45 (korábban N-331), amely összeköti a várost Antequera-val és Córdobával.
Málaga után áthalad a Rincón de la Victoria, Vélez-Málaga, Torrox és Nerja határain. Ezen a szakaszon az autópálya a régi nemzeti vonallal párhuzamosan épült, amely ezen városokon való áthaladásra szolgál.

### Granada
Az N-340-et Granada tartomány tengerpartján olyan városok elérésére használják, mint La Herradura, Almuñécar, Salobreña és Motril. Ez a szakasz erősen hibás az A-7 építése miatt, amely összeköti Málagát és Almeriat. Mielőtt Motrilbe érkezik, összekapcsolódik az N-323 és az A-44 utakkal, amelyek összekötik Motrilt Granadával és Jaénnel. Jelenleg ezt a szekciót a part menti városok elérésére használják.

### Almería
Útvonalán tovább haladva belép Almería tartományba, ahol az első lakott terület Adra városa után Alpujarras felé halad. Ily módon az El Ejido, Vícar és Aguadulce (Roquetas de Mar) városokon keresztül eléri Almeria nyugati részét, itt keresztezi az A-391 utat, amely összeköti a Roquetas de Mar-t Alpujarrasszal. Ily módon éri el Almería városát; az N-340a néven ismert út az északi irányba haladva Huércal de Almería, Benahadux és Rioja városokon halad át, itt keresztezi az A-348 autonóm utat. Ezután Alpujarras és Sierra Nevada felé haladva az út eléri a Tabernas sivatagot, a jellegzetes sivatagi útvonalon haladva Tabernas és Sorbas városát szeli át a festői „függő házak” mentén. Ezután ismét csatlakozik az A-7 hez. A következő fontos városok Vera és Huércal-Overa, az utóbbi elérése előtt az út keresztezi az A-334 autonóm utat, amely Baza felé halad az Almanzora-völgy térségén keresztül. Ezzel véget ér az Andalúziai szakasza.

### Murcia
Az N-340 délről északra keresztezi Murcia régióját, útvonala nagyjából egybeesik az A-7 autóúttal, különösen azon a szakaszon, amely Almería tartomány határtól Murciaig tart. Az első város amin áthalad, Puerto Lumbreras, itt kapcsolódik az A-91hez (korábbi nevén N-342, Jerez de la Frontera-Cartagena), amely összeköti Murcia tartományt Granadával.
Folytava útját Lorca városáig, áthalad az RM-11 autópályán, amely összeköti ezt a várost a régió belsejével, olyan városokkal, mint Caravaca de la Cruz, valamint Águilas tengerparti várossal.
A következő nagyobb városok Totana és Alhama de Murcia. Totanában az RM-3 autópályával kapcsolódik Mazarrón felé. Alhama de Murcia városában az RM-2 autópályával kapcsolódik Fuente Álamo de Murcia felé és az RM-23 autópályához szintén Mazarrón felé.
Útvonalának folytatásával az N-340 eléri Alcantarilla városát, néhány kilométerre Murcia fővárosától. Itt kapcsolódik az RM-15 autópályához, amely összeköti ezt a várost Caravaca de la Cruzzal, Murcia vagy a MU-30 körgyűrűvel és az N-344 úttal, amely összeköti Murcia régióját Valenciával, és amelyet a mediterrán AP-7 autópálya építése előtt széles körben használtak.
Ezután érkezik Murcia városába, ahol az út más állami utakhoz kapcsolódik, mint például az A-30 (korábbi N-301), amely összeköti ezt a várost Madriddal és Cartagenával. Innentől az N-340 párhuzamosan halad az A-7-tel Alicante felé. Murcia tartomány legutóbbi városa, amelyen ez az út áthalad, Santomera, és ezután érkezik Valencia tartományba.

### Városok és főbb csatlakozások
- Puerto Lumbreras (km 578)
  - A-91 Vélez-Rubio-Granada
- Lorca (km 591)
  - RM-11 Águilas-Caravaca de la Cruz

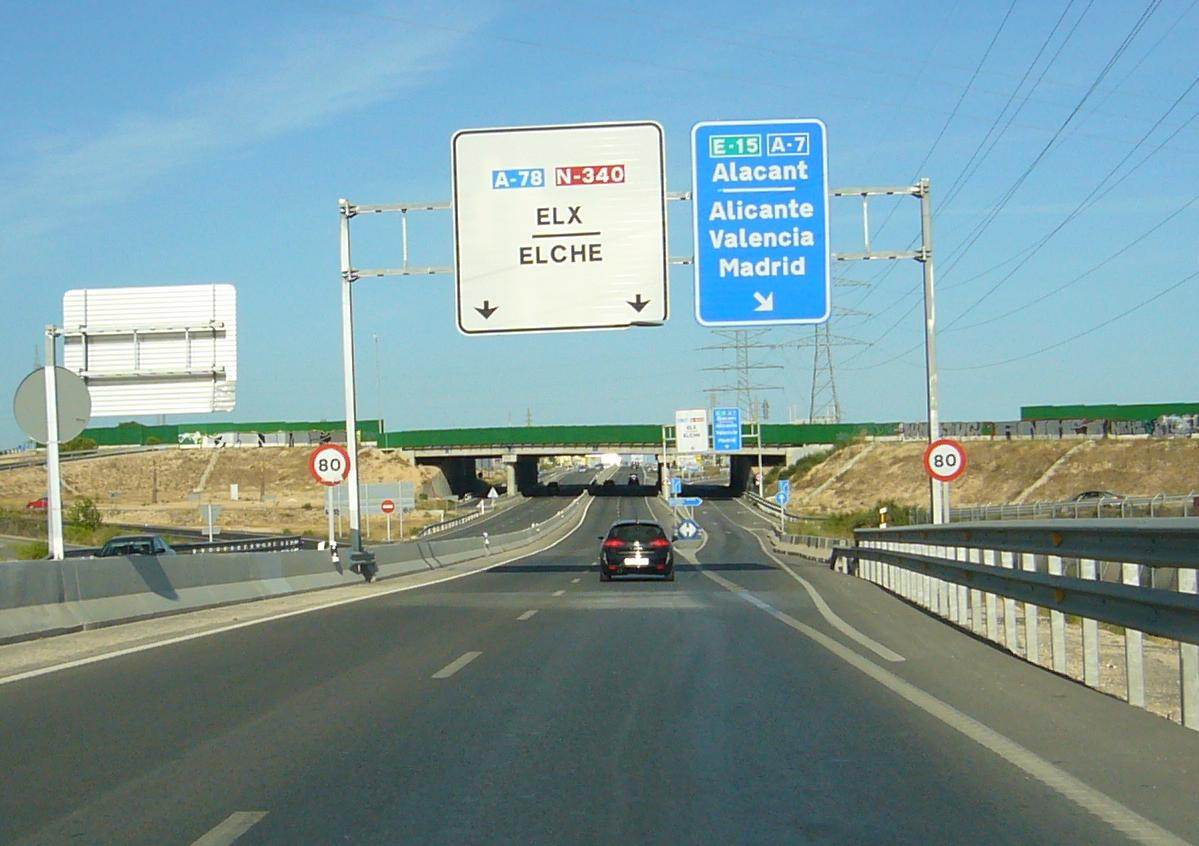
A-78, Elche irányába.

- Totana (km 617)
  - RM-3 Mazarrón
- Alhama de Murcia (km 627)
  - RM-2 Fuente Álamo de Murcia
  - RM-23 Mazarrón
- Librilla (km 635)
- Alcantarilla (km 651)
  - RM-15 MU-30 Mula
  - N-344 Torres de Cotillas
- Murcia (km 659)
  - A-30 Cartagena-Albacete
- Santomera (km 676)
  - RM-414 Abanilla

### Valencia
Az N-340 a valenciai tartomány egyik fő közlekedési útvonala, három tartományon halad át. Útja Murcia régióval határos vonalon kezdődik, ebben a szakaszban, a tartomány határától Alicante városáig, az A-7-tel párhuzamos. Első fontosabb városa Orihuela, a Vega Baja del Segura régióban. További városok, amelyeken áthalad, mielőtt elérkezik Elche városába, Albatera és Crevillent. Az Orihuela és Crevillent közötti Alicante-szakasz Spanyolországban a legveszélyesebb. Elche-től Alicante felé halad, csatlakozva az N-332 úthoz (Alicante–Cartagena). Ezután belép Alicante városába, és itt kapcsolódik az A-31-hez (korábban N-330), amely összeköti ezt a várost Madriddal. Ha elhagyja Alicantét Valencia felé, az út Alicante tartomány belseje felé halad a Carrasqueta kikötőjén (1024 m tengerszint feletti magasságban), Jijona, Alcoy és Cocentaina városoknál.
Így érkezik Valencia tartományba, átlépve Puerto de Albaidát, ahol Albaida és Xàtiva városát is érinti, elérve az A-35 autópályát, ami az utóbbi városban Almansában elágazik Albacete felé. Az Albaida és Xátiva közötti szakaszon azonban CV-62, CV-620 és CV-58 átnevezéssel folytatódik. Xátivatól az N-340 tovább halad Valencia felé és egybeesik az A-7-tel. Keresztezi Alberic, L’Alcúdia és Alginet városát. Itt kapcsolódik a mediterrán autópályához (AP-7) és a V-31-hez, amely a Valencia déli bejáratától, más néven „Silla pályától” tovább halad Valencia felé, amely a városon belül a helyi közigazgatáshoz tartozik, de megtartja mérföldköveit. Keresztezi Silla, Beniparrell, Albal, Catarroja, Masanasa, Alfafar és Benetússer városát, így a Carrer de Sant Vicent Màrtiron keresztül elérkezik Valenciába, ahol összeköthető az állami hálózat más útjaival, például az A-3 autóúttal, amely összeköti a várost Madriddal. Castellón de la Plana felé a kijárat a CV-300 autonóm úton halad át, így az N-340 Valencia és Puçol között CV-300, CV-306 és CV-3007 jelöléseket visel, és átlépi az Észak-Huerta régióját. Puçolban kapcsolódik a V-23 Sagunt irányba párhuzamosan az AP-7 autópályával. Saguntban kapcsolódik az A-23-as autópályával (Mudéjar autópálya, korábban N-234), amely összeköti Saguntot Teruellel és Zaragozával. Áthalad Sagunton, keresztezi az AP-7 autópályát és párhuzamosan fut az A-7 autóúttal, Almenara felé. Így belép Castellón tartományba.

### Városok és főbb csatlakozások
- Orihuela-Torrevieja CV-95
- Guardamar del Segura CV-91
- Callosa de Segura CV-900
- Albatera
- Crevillent-Catral-Torrevieja CV-904
- Aspe-Novelda N-325
- Elche (km 716-722)
- Alicante
- San Juan de Alicante N-332
- Jijona
- Alcoy
- Cocentaina
- Muro de Alcoy
- Albaida
- Montaberner
- Alfarrasí
- Bellús
- Xàtiva-Alcira CV-41
- Llosa de Ranes
- Alberic
- Masalavés
- Montortal
- Alcudia de Carlet-Carlet-Alcira CV-50
- Alginet
- Silla
- Valencia
- Sagunt-Teruel A-23
- Almenara
- Chilches
- Nules-Vall de Uxó N-225
- Burriana CV-18
- Vila-real
- Castellón
- Grao de Castellón CS-22
- Benicassim
- Orpesa
- Torreblanca
- Alcalá de Xivert
- Peníscola
- Benicarló
- Vinaròs-Morella N-232

### Castellón
Castellón tartományban az N-340 belép az A-7 és az AP-7 közé, Almenarát, La Llosát és Chilchest keresztezve. Amint megérkezik Nulesbe, csatlakozik az A-7-hez, kikerüli ezt a várost, és kettéágazik az N-340-re és a CV-10-re (az A-7 folytatása). Áthalad Alquerías del Niño Perdido-n és kikerüli Vila-realt egy szakaszon, ahol naponta nagy forgalmi dugók vannak. Így érkezik Castellón de la Plana városába, amit délről északra elkerül. Itt is kapcsolódik más utakhoz, mint például a CS-22 Puerto de Castellón felé, a CV-17, a CV-10 autópálya, a CV-16 Alcora felé vagy a CV-151 Borriol felé. A Castellón elkerülő után az út keresztezi Benicàssim, Orpesa, Ribera de Cabanes, Torreblanca, Alcalà de Xivert, Santa Magdalena de Pulpis városát, elkerüli Peñíscolát, Benicarlót és Vinaròst, mindig párhuzamosan az AP-7 autópályával. Így belép Katalóniába.

### Katalónia
Az N-340 katalóniában a Földközi-tenger partján halad, Castellón tartomány és Barcelona városa között. 2007-ben Tarragona tartományban a balesetek 17,5%-a történt ezen az úton. Amikor elhagyja a valenciai tartományt, belép Tarragona tartományba, az első nagyobb lakott terület, amelyen keresztülhalad, Alcanar, a tengerparton tovább haladva kelet felé Las Casas de Alcanar városa mellett halad el. A Los Alfaques kemping tragikus balesete miatt, Alcanar partjainál, az út elkerüli Alcanar ezen urbanizációját. Valamint San Carles de la Rápita és Amposta városát, amelyek a Delta del Ebro Természeti Park mellett találhatók. Ampostát elhagyva keresztezi az Ebro folyót, így eléri L’Aldeát, itt kapcsolódik a C-42 autonóm úthoz, amely a Tortosa felé vezet. Észak felé haladva keresztezi L’Ampolla, El Perelló, L’Ametlla de Mar és L'Hospitalet de l'Infant városokat, itt kapcsolódik a C-44 autópályához, Móra d’Ebre felé. Majd csatlakozik az A-7-hez, áthaladva Cambrilsen, Vilasecán eljutva Tarragona városához. Áthaladva ezen a városon kapcsolódik az állami hálózat más útjaihoz, például az N-241-hez Tarragona kikötőjéhez való belépéshez, az N-240-hez, amely a Lérida felé halad keresztül Vallson, és a T-11-hez, amely Reus felé vezet. Útvonalát a tengerpart mentén folytatja, Torredembarra, Comarruga (itt kapcsolódik a C-32 autópályához, amely a Sitgesen keresztül Barcelonába megy) és El Vendrell felé, ahol összeköttetésben áll a C-31 autonóm hálózat útjaival Vilanova i la Geltrú felé, valamint a C-51-el Valls felé. A túra a Bellvei, Castellet i la Gornal, és L’Arboç városokkal folytatódik.
Ha az útvonalat követjük, bejutunk Barcelona tartományba Santa Margarida i els Monjos, Villafranca del Penedés, Aviñonet del Penedés, Ordal, és Vallirana városokon keresztül. Innentől elágazik, a B-24 autópályát összekötve más autópályákkal, például az A-2-vel, amely összeköti Barcelonát Zaragozával és Madriddal, majd megérkezik Barcelona városába, és befejezi útvonalát az Avenida del Paralelo előtt levő Plaça d'Espanya körforgalomnál. A Torredembarra és Vallirana közötti szakaszon ez az egyetlen alternatív út az AP-7 fizetős úthoz, és csak hat szakaszból áll, ahol lehetséges megkerülni. Az átlagos sebesség 53 km/h.

### Városok és főbb csatlakozások
- Alcanar
- Sant Carles de la Rápita
- Amposta
- L’Aldea C-42
- L’Ampolla
- Perelló
- L’Ametlla de Mar
- Hospitalet del Infante és Vandellòs C-44
- Mora de Ebre C-44
- Cambrils
- Vila-seca
- Salou C-14
- Reus T-11, C-14
- La Canonja
- Tarragona
- Altafulla
- Torredembarra
- El Vendrell-Sitges C-32 C-31
- Villafranca del Penedés
- Aviñonet del Penedés
- Ordal
- Vallirana
- Cervelló
- Molins de Rei
- San Felíu de Llobregat
- Esplugas de Llobregat
- Hospitalet de Llobregat
- Barcelona

## Érdekességek[5]
- Útján négy autonóm közösséget, tíz tartományt és több mint 150 várost keresztez.
- Girona az egyetlen mediterrán tartomány a félszigeten, amelyet nem keresztez az N-340.
- A spanyol 66-os útnak is nevezik, és sokan megtették az egész útvonalat, blogokon közölve az élménybeszámolókat.
- Az első hídja Cádiz tartományban 1842-ben nyílt meg.
- A régi nyomvonal teljesen átszelte Murcia városát, áthaladva a város központjában, de nem ez volt az egyetlen város, ahol régebben előfordult.
- Az út mentén történt 1978-ban a Los Alfaques kemping szörnyű balesete.[6]

## Fordítás
- Ez a szócikk részben vagy egészben  a   N-340 című spanyol Wikipédia-szócikk ezen változatának fordításán alapul.  Az eredeti cikk szerkesztőit annak laptörténete sorolja fel. Ez a jelzés csupán a megfogalmazás eredetét és a szerzői jogokat jelzi, nem szolgál a cikkben szereplő információk forrásmegjelöléseként.